# Костяны
Костяны (укр. Костяни) — село, Колядинецкий сельский совет, Липоводолинский район, Сумская область, Украина.
Код КОАТУУ — 5923282606. Население по переписи 2001 года составляло 69 человек.
Село указано на трехверстовке Полтавской области. Военно-топографическая карта.1869 года как хутор Костяны.

## Географическое положение
Село Костяны находится в 0,5 км от села Греки, в 1-м км от села Волково и в 1,5 км от села Колядинец. По селу протекает пересыхающий ручей с запрудой.